# Avianca

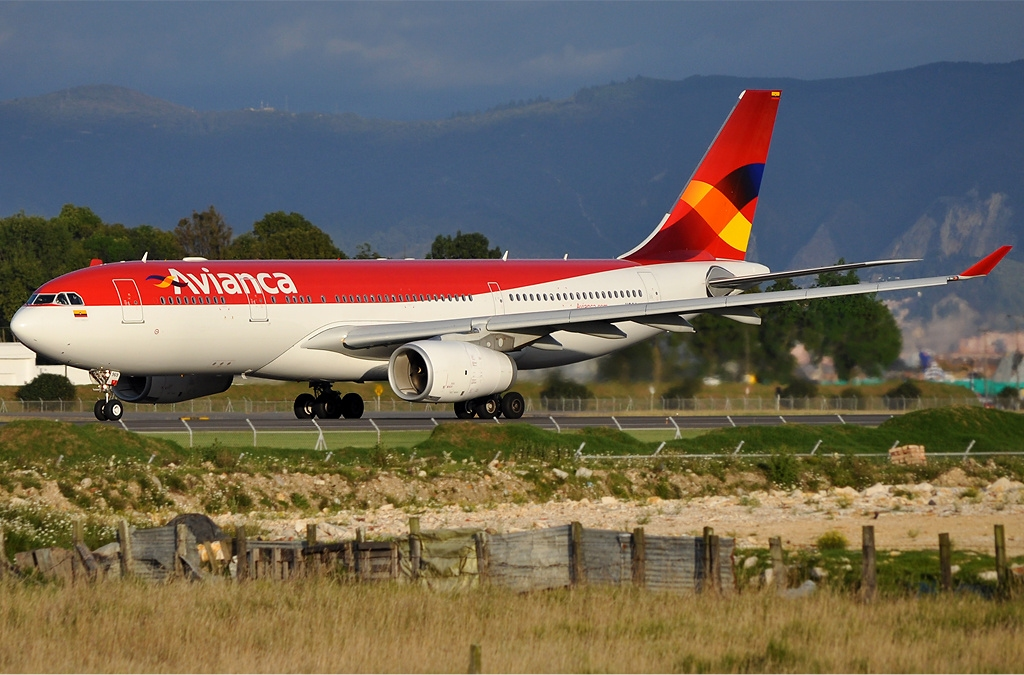
Airbus A330-200 авиакомпании Avianca в международном аэропорту Эль-Дорадо в 2009 году

Avianca («Авиа́нка» исп. Avianca, аббревиатура от исп. Aerovías Nacionales de Colombia S.A., впоследствии исп. Aerovías del Continente Americano S.A. — Авиалинии Американского континента) — акционерная латиноамериканская авиакомпания со штаб-квартирой в Боготе. Портом приписки авиакомпании и её главным транзитным узлом (хабом) являлся международный аэропорт Боготы «Эль-Дорадо».
Avianca была основана 5 декабря 1919 года в Барранкилье как Sociedad Colombo Alemana de Transporte Aéreo (SCADTA, колумбийско-немецкое общество воздушного транспорта) и является второй старейшей авиакомпанией в мире после KLM.
Avianca — крупнейшая авиакомпанией Колумбии, и вторая по величине в Латинской Америке после чилийской LATAM, и вместе с дочерними компаниями, имеет самую разветвленную сеть направлений. До слияния с авиакомпанией TACA в 2010 году полностью принадлежала южноамериканской холдинговой компании Synergy Group SA, основанной Германом Ефромовичем, и специализировавшейся на воздушных перевозках.

## Программа для часто летающих пассажиров
Avianca запустила свою программу для часто летающих пассажиров LifeMiles в 2011 году, заменив предыдущую AviancaPlus. Эти уровни включают в себя серебряный, золотой и бриллиантовый уровни, заменяющие прежние базовый, золотой, платиновый и платиновый премиальный. Эта программа распространяется на все авиакомпании Avianca Holdings.

## Кодшеринговые соглашения
Кодшеринговый рейс — это совместное выполнение авиарейса двумя или более перевозчиками; к этой группе относятся рейсы с номерами ANA (NH), выполняемые авиакомпанией-партнером. Благодаря партнерству с авиакомпаниями из различных регионов ANA увеличивает количество кодшеринговых рейсов, доступных для клиентов. Это обеспечивает более комфортные пересадки между городами по всему миру. Если рейс является кодшеринговым, то при бронировании авиабилетов клиенты будут проинформированы об авиакомпании, выполняющей рейс.
На данный момент Avianca имеет следующие кодшеринговые соглашения:

### Северная Америка
- United Airlines. Страны и города, входящие в альянс:

| Страна            | Города |
| ----------------- | --- |
| Соединенные Штаты | Акрон Кантон, Эшвилл, Буффало, Бербанк, Шарлотта, Цинциннати, Кливленд, Колорадо-Спрингс, Колумбус, Дейтон, Денвер, Де-Мойн, Детройт, Юджин, Фарго, Фресно, Гринсборо / Хай-Пойнт, Гринвилл / Спартанбург, Харрисбург, Хартфорд, Гонолулу, Индианаполис, Канзас-Сити, Остров Кауаи, Ноксвилл, Кона, Лас-Вегас, Лексингтон, Мэдисон, Медфорд, Милуоки, Миннеаполис, Молин, Монтеррей, Нэшвилл, Норфолк, Филадельфия, Феникс, Питтсбург, Портленд, ME, Портленд, Орегон, Роли-Дарем, Рино, Ричмонд, Роанок, Рочестер, Сакраменто, Солт-Лейк-Сити, Сан-Диего, Сан-Луис-Обиспо, Санта-Барбара, Сиэтл, Сент-Луис, Сиракузы, Тампа |
| Канада            | Калгари, Эдмонтон, Монреаль, Оттава, Ванкувер, Виннипег |

- Silver Airways. Страны и города, входящие в альянс:

| Страна            | Города                                          |
| ----------------- | ----------------------------------------------- |
| Соединенные Штаты | Ки-Уэст, Таллахасси, Тампа, Пенсакола           |
| Багамы            | Бимини, Северная Эльютера, Фрипорт, Марш-Харбор |

- Air Canada. Страны и города, входящие в альянс:

| Страна | Города |
| ------ | --- |
| Канада | Калгари, Галифакс, Оттава, Реджайна, Саскатун, Виннипег, Эдмонтон, Монреаль, Квебек, Сент-Джонс, Ванкувер |

- Aeromexico Airlines. Страны и города, входящие в альянс:

| Страна  | Города |
| ------- | --- |
| Мексика | Акапулько, Чиуауа, Гвадалахара, Эрмосильо, Леон, Мерида, Монтеррей, Пуэрто-Валларта, Тихуана, Веракрус, Вильяэрмоса |

### Центральная Америка
- Copa Airlines. Страны и города, входящие в альянс:

| Страна                   | Города                     |
| ------------------------ | -------------------------- |
| Гаити                    | Порт-о-Пренс               |
| Тринидад и Тобаго        | Порт-оф-Спейн              |
| Доминиканская Республика | Сантьяго-де-лос-Кабальерос |

### Южная Америка
- Azul Linhas Aereas Brasileiras Airlines. Страны и города, входящие в альянс:

| Страна   | Города                                                 |
| -------- | ------------------------------------------------------ |
| Бразилия | Сан-Паулу (Гуарульюс) Рио-де-Жанейро (Galeao AC Jobim) |

- Gol Linhas Aereas Airlines . Страны и города, входящие в альянс:

| Страна   | Города                                                 |
| -------- | ------------------------------------------------------ |
| Бразилия | Сан-Паулу (Гуарульюс) Рио-де-Жанейро (Galeao AC Jobim) |

### Европа
- Turkish Airlines. Страны и города, входящие в альянс:

| Страна | Города  |
| ------ | ------- |
| Турция | Стамбул |

- Iberia Airlines

| Страна  | Города |
| ------- | --- |
| Испания | Аликанте, Бильбао, Гран-Канария, Ла-Корунья, Малага, Овьедо, Пальма-Майорка, Памплона, Сан-Себастьян, Севилья, Тенерифе, Сантьяго-де-Компостела, Валенсия, Виго |
| Франция | Париж (Орли) |

- Lufthansa
- Tap Portugal Airlines

| Страна     | Города   |
| ---------- | -------- |
| Португалия | Лиссабон |

## Подача заявления о банкротстве и выход из него
У Avianca были значительные финансовые обязательства в 2019 году. В связи с этим они выпустили больше долговых обязательств для покрытия краткосрочных обязательств и завершили обмен долговых обязательств 31 декабря 2019 года. Отсутствие ликвидности и размер долга сделали их особенно уязвимыми для прекращения бизнеса, что произошло в результате пандемии COVID-19. Колумбия ввела строгую изоляцию, так что авиакомпании не разрешили работать; и поэтому с конца марта по май она не выполняла регулярных рейсов, а большая часть из 20 000 сотрудников остались без заработной платы во время кризиса. 10 мая 2020 года Avianca подала заявление о банкротстве, с накопившимся долгом свыше 7,3 миллиардов долларов.
В июне 2021 года Avianca опубликовала план сокращения затрат, на реализацию которого, как утверждается, уйдет от года до полутора лет. План включает увеличение пассажировместимости самолётов Airbus A320, внедрение новых, более дешевых и конкурентоспособных тарифов с расширенными возможностями для обеспечения гибкости.
2 ноября 2021 года план реорганизации Avianca был одобрен судом, а 1 декабря 2021 года, более чем через полтора года после подачи заявления о банкротстве, Avianca вышла из банкротства во второй раз в своей истории как более компактная, эффективная и конкурентоспособная авиакомпания.

## Флот

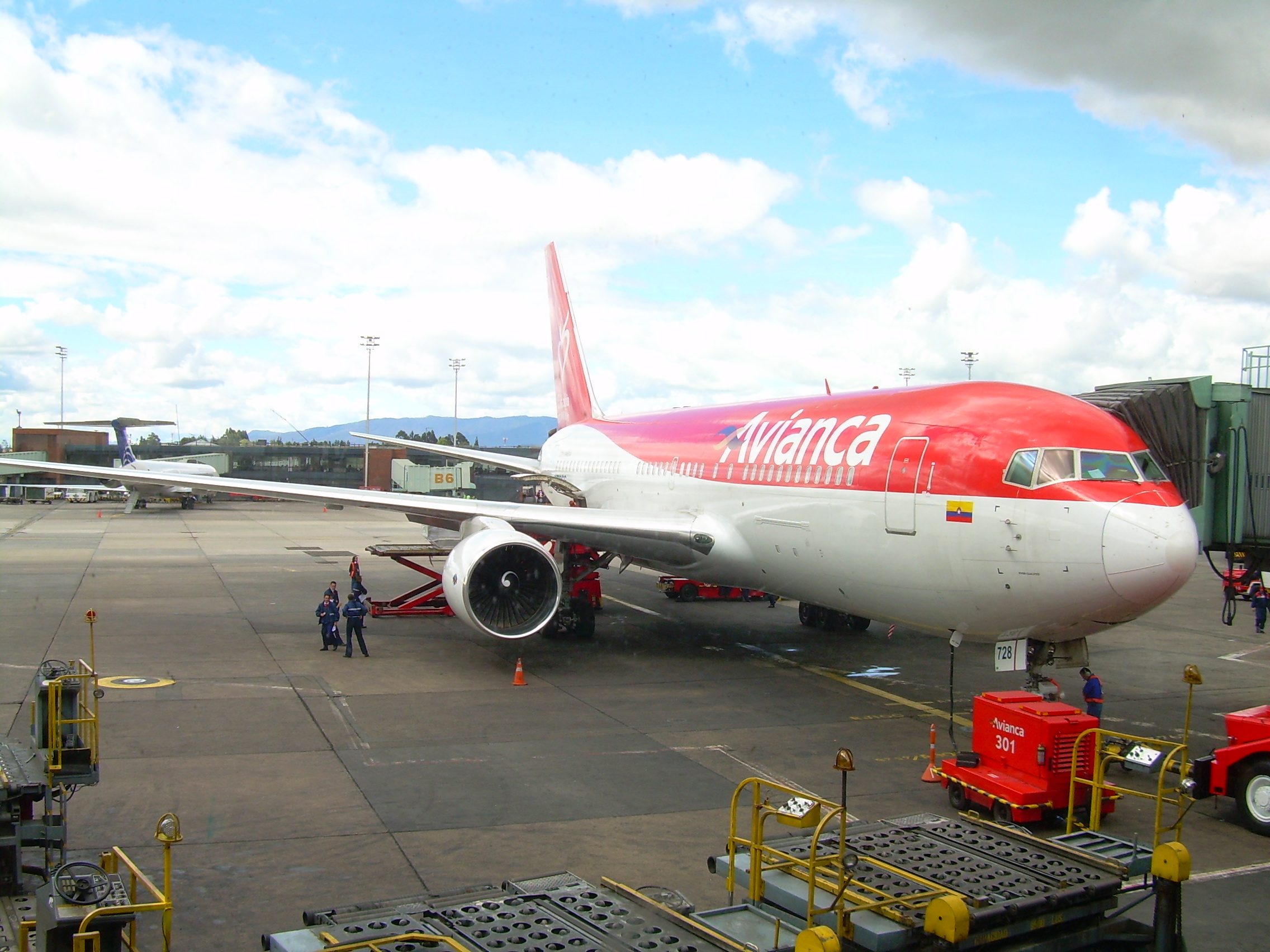
Boeing 767-200 в аэропорту Эльдорадо

В июле 2021 года флот Avianca состоял из 88 самолётов, средний возраст которых 7,7 лет:
| Изображение | Самолёт         | Количество | Заказано |
| ----------- | --------------- | ---------- | -------- |
|             | Airbus A319-100 | 14         | -        |
|             | Airbus A320-200 | 38         | 11       |
|             | Airbus A320neo  | 7          | 1        |
|             | Airbus A321-200 | 6          | -        |
|             | Airbus A321neo  | 2          | -        |
|             | Airbus A330-200 | 7          | -        |
|             | Boeing 787-8    | 13         | -        |
|             | Boeing 787-9    | 1          | -        |
|             | Всего           | 88         | 12       |